# Mathis Nitschke
Œuvres principales
Jetz
Happy Happy
Mathis Nitschke, né le 4 juin 1973 à Munich, est un designer sonore et compositeur allemand.

## Œuvres
- 2008 : signe la musique du film de Michel Houellebecq, La Possibilité d'une Île[1],[2]
- 2009 : signe la musique de l'adaptation au théâtre, aux Kammerspiele de Munich par le metteur en scène belge Luk Perceval, du roman Et puis après ? d'Hans Fallada[3].
- 2012 : l'opéra Jetzt est créé à l'Opéra national de Montpellier sous la direction musicale de Carl Christian Bettendorf (de)[4],[5] et sur un livret de Jonas Lüscher (de).
- 2014 : l'opéra Happy Happy est créé à l'Opéra national de Montpellier avec en vedette la soprano Karen Vourc'h[6],[7],[8].